# Вьет Линь
Вьет Линь (вьет. Việt Linh, полное имя Нгуен Вьет Линь (вьет. Nguyễn Việt Linh); 1952 год) — известная вьетнамская женщина-кинорежиссёр, писательница и сценаристка.

## Биография
Родилась в 1952 году в городе Сайгоне, на территории марионеточного Государства Вьетнам в составе французской Индокитайской Федерации.
В 1968 году в возрасте 16 лет вступила в ряды Национального фронта освобождения Южного Вьетнама.

## Карьера
С 1971 года начала снимать документальное кино.
В 1980 году была направлена на обучение в СССР во ВГИК, который окончила в 1985 году. Затем работала на государственной вьетнамской киностудии «Зяй Фонг» («Освобождение») в Хошимине.
Первый художественный фильм Вьет Линь «В тихом краю птицы поют» вышел во Вьетнаме в 1986 году, в СССР вышел в прокат в 1991 году. Её фильм «Бродячий цирк» (1988), снятый в стиле послевоенного итальянского неореализма, первые два года был запрещён к показу во Вьетнаме, но затем обрёл мировую известность. Он является самым известным в мире вьетнамским фильмом 1980-х годов.
После того, как Вьет Линь вышла замуж за гражданина Франции, она стала жить на две страны — во Франции и во Вьетнаме. Она находила возможности снимать фильмы в тяжёлые для вьетнамского кинематографа 1990-е годы. При финансовой поддержке «Агентства по культурному и техническому сотрудничеству» (ACCT) международной организации сотрудничества франкоязычных стран мира («Франкофония») ею был снят фильм «Отель-общежитие» (1998), который стал первым вьетнамским фильмом предназначенным для коммерческого распространения в Европе и последним вьетнамским фильмом, показанным на Московском международном кинофестивале.
В настоящее время Вьет Линь занимается писательской деятельностью, организует презентации книг о вьетнамском и мировом кинематографе.

## Фильмография

### Режиссёр
- 1986 — В тихом краю птицы поют
- 1988 — Бродячий цирк
- 1998 — Отель-общежитие
- 2002 — Метхао - было время

### Сценарист
- 2015 — Жёлтые цветы на зелёной траве

## Семья
Вьет Линь вышла замуж за гражданина Франции.